# Bahnstrecke Valletta–Mdina
| Ausfahrt eines Zuges aus dem unterirdischen Bahnhof Valletta |                     |                                                |                                                |
| Streckenkarte |                     |                                                |                                                |
| Streckenlänge: | 11,1 km             |                                                |                                                |
| Spurweite: | 1000 mm (Meterspur) |                                                |                                                |
| Maximale Neigung: | 25 ‰                |                                                |                                                |
| |                     |                                                |                                                |
| \| \| 0,0 \| Valletta \| Valletta \| \| \| \| \| \| \| \| \| Überquerung des inneren Festungsgrabens \| \| \| \| \| \| \| \| \| 0,8 \| Floriana \| Floriana \| \| \| \| \| \| \| \| \| Überquerung des äußeren Festungsgrabens \| \| \| \| \| Princess Melita Road, heute: Triq Independenza \| \| \| \| 2,1 \| Ħamrun Central Station Bahnbetriebswerk \| Ħamrun Central Station Bahnbetriebswerk \| \| \| 2,8 \| Msida \| Msida \| \| \| \| Santa Venera \| \| \| \| 4,7 \| Birkirkara \| Birkirkara \| \| \| \| Balzan \| \| \| \| 5,6 \| San Antonio \| San Antonio \| \| \| \| Attard \| \| \| \| 7,5 \| San Salvatore Mount Carmel Hospital \| San Salvatore Mount Carmel Hospital \| \| \| 10,2 \| Notabile (Mdina) \| Notabile (Mdina) \| \| \| \| Streckenerweiterung 1900 \| \| \| \| \| Tunnel unter Mdina \| \| \| \| 11,1 \| Museum \| Museum \| |                     |                                                |                                                |
| ehemaliger Kopfbahnhof Streckenanfang (im Tunnel) | 0,0                 | Valletta                                       | Valletta                                       |
| Tunnelende (Strecke außer Betrieb) |                     |                                                |                                                |
| Brücke (Strecke außer Betrieb) |                     | Überquerung des inneren Festungsgrabens        | Überquerung des inneren Festungsgrabens        |
| Tunnelanfang (Strecke außer Betrieb) |                     |                                                |                                                |
| ehemaliger Bahnhof (im Tunnel) | 0,8                 | Floriana                                       | Floriana                                       |
| Tunnelende (Strecke außer Betrieb) |                     |                                                |                                                |
| Brücke (Strecke außer Betrieb) |                     | Überquerung des äußeren Festungsgrabens        | Überquerung des äußeren Festungsgrabens        |
| Brücke (Strecke außer Betrieb) |                     | Princess Melita Road, heute: Triq Independenza | Princess Melita Road, heute: Triq Independenza |
| Bahnhof (Strecke außer Betrieb) | 2,1                 | Ħamrun Central Station Bahnbetriebswerk        | Ħamrun Central Station Bahnbetriebswerk        |
| Haltepunkt / Haltestelle (Strecke außer Betrieb) | 2,8                 | Msida                                          | Msida                                          |
| Haltepunkt / Haltestelle (Strecke außer Betrieb) |                     | Santa Venera                                   | Santa Venera                                   |
| Bahnhof (Strecke außer Betrieb) | 4,7                 | Birkirkara                                     | Birkirkara                                     |
| Haltepunkt / Haltestelle (Strecke außer Betrieb) |                     | Balzan                                         | Balzan                                         |
| Haltepunkt / Haltestelle (Strecke außer Betrieb) | 5,6                 | San Antonio                                    | San Antonio                                    |
| Bahnhof (Strecke außer Betrieb) |                     | Attard                                         | Attard                                         |
| Bahnhof (Strecke außer Betrieb) | 7,5                 | San Salvatore Mount Carmel Hospital            | San Salvatore Mount Carmel Hospital            |
| Bahnhof (Strecke außer Betrieb) | 10,2                | Notabile (Mdina)                               | Notabile (Mdina)                               |
| Grenze (Strecke außer Betrieb) |                     | Streckenerweiterung 1900                       | Streckenerweiterung 1900                       |
| Tunnel (Strecke außer Betrieb) |                     | Tunnel unter Mdina                             | Tunnel unter Mdina                             |
| Kopfbahnhof Streckenende (Strecke außer Betrieb) | 11,1                | Museum                                         | Museum                                         |

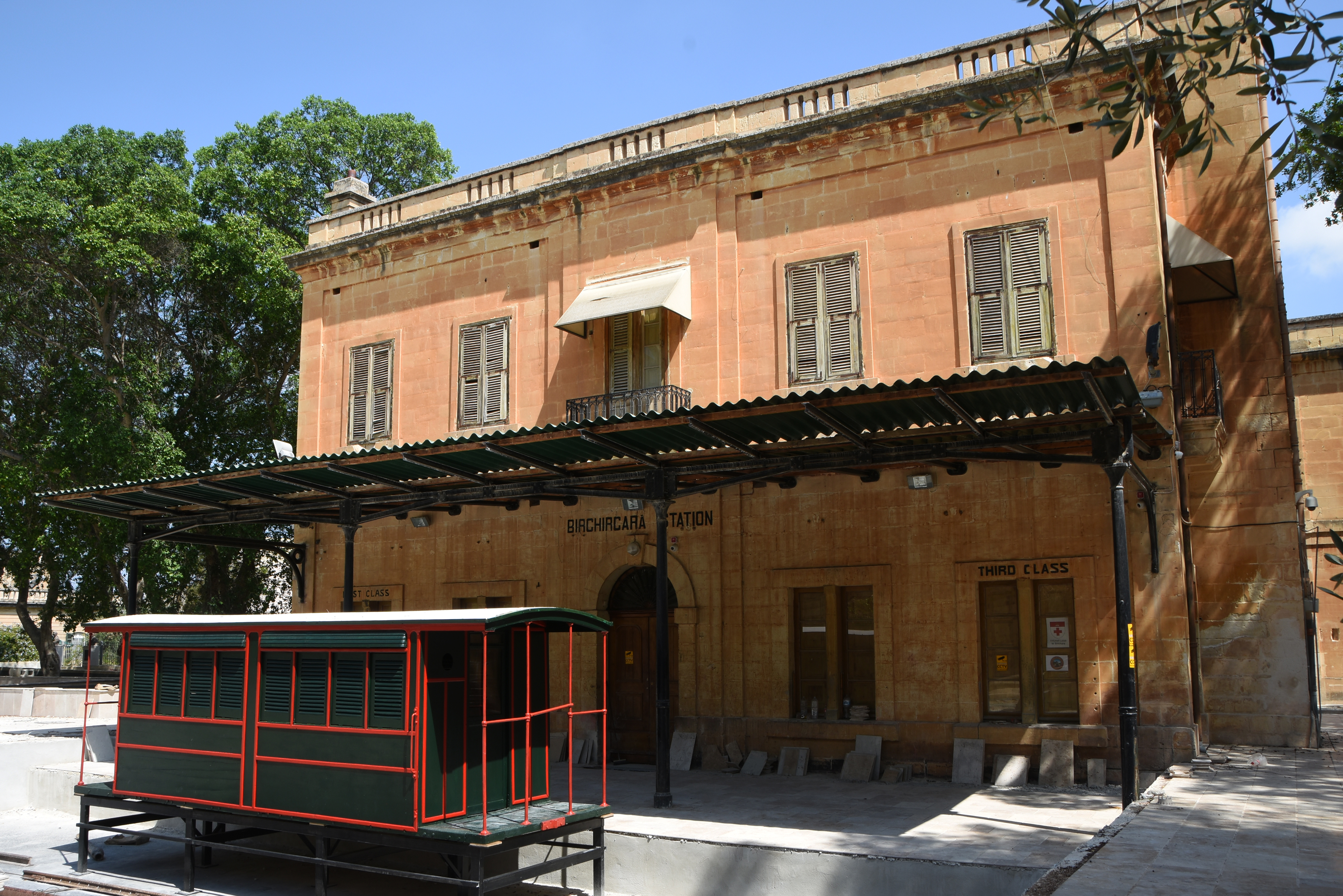
Ehemaliges Bahnhofsgebäude in Birkirkara, davor ein erhaltener und restaurierter Wagenkasten

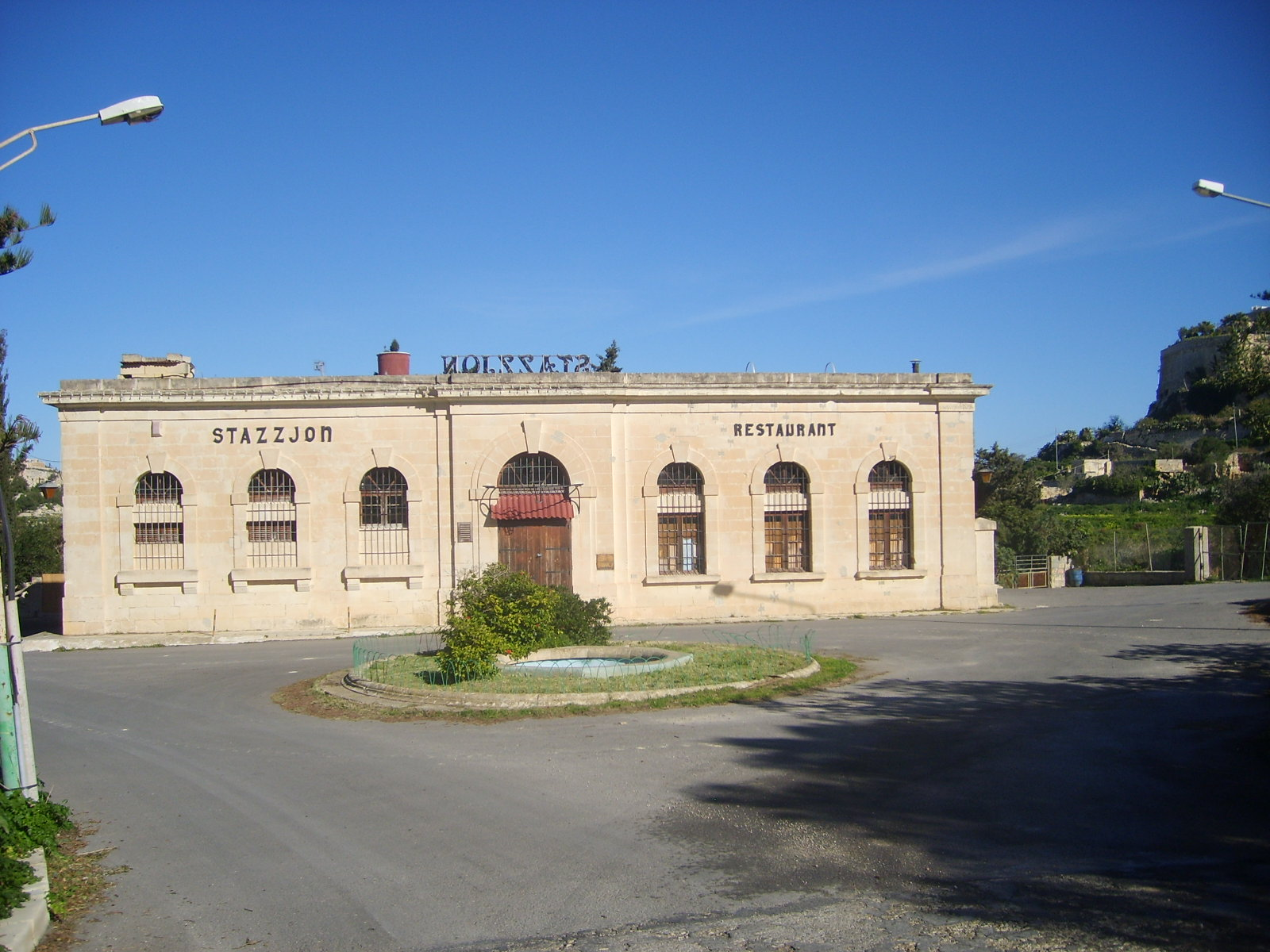
Ehemaliger Endbahnhof Museum zwischen Mdina und Mtarfa

Die Bahnstrecke Valletta–Mdina war die einzige Eisenbahnstrecke Maltas. Sie war eingleisig, in Meterspur errichtet und von 1883 bis 1931 in Betrieb.

## Geschichte
Seit 1870 gab es Vorschläge, die Hauptstadt von Malta, Valletta, und die ehemalige Hauptstadt Mdina mit einer Eisenbahn zu verbinden. Dadurch sollte die Reisezeit von drei auf eine halbe Stunde reduziert werden. Konkrete Planungen gab es seit 1879, die von dem Ingenieurbüro Wells-Owen & Elwes, London, gefertigt wurden. Wegen Schwierigkeiten bei der Enteignung von Grundstücken für die Bahntrasse zogen sich die Arbeiten bis 1883 hin. Am 28. Februar 1883 konnte die Strecke dann von der Malta Railway Company Ltd. bis vor Mdina eröffnet werden.
Die Finanzen der Bahn waren immer problematisch. 1890 meldete die Malta Railway Company Ltd. Insolvenz an und der Betrieb der Bahn wurde zum 1. April 1890 vorübergehend eingestellt. Dies hatte zur Folge, dass die Regierung von Malta die Bahn kaufte, in die Eisenbahninfrastruktur investierte und den Betrieb zum 25. Januar 1892 wieder aufnahm.
Seit 1895 wurde an einer Verlängerung der Strecke bis nahe der neu errichteten Kaserne der britischen Streitkräfte in Mtarfa gearbeitet. Die Streckenverlängerung, mit einem Tunnel unter Mdina, ging 1900 in Betrieb.
Zum 31. März 1931 wurde der Bahnbetrieb wegen Unwirtschaftlichkeit aufgegeben. Eine 1903 gegründete Gesellschaft betrieb seit 1905 Straßenbahnen, die die Städte Valletta, Żebbuġ und Ħamrun zum Teil in einem Parallelverkehr verbanden und nach 1929 durch Omnibusse ersetzt wurden. Der Eisenbahntunnel, der aus der Stadt unter den Festungsbauwerken von Valletta herausführte, diente im Zweiten Weltkrieg als Luftschutzbunker. Ein erheblicher Teil der Bahntrasse wurde in eine Straße umgewandelt. Einige der Hochbauten blieben bis in die Gegenwart erhalten.

## Strecke
Die Strecke verband Valletta und Mdina sowie eine Reihe weiterer Ortschaften miteinander. Die ersten beiden Bahnhöfe, Valletta und Floriana, waren unterirdisch angelegt. Die Strecke stieg über ihre gesamte Länge von rund 11 Kilometern (7 Meilen) um 150 Meter (500 Fuß). Die maximale Steigung betrug 25 Promille. Es bestanden 18 niveaugleiche Bahnübergänge, von denen 14 durch Posten gesichert wurden, die die kreuzende Straße mit einer Kette sperrten, wenn ein Zug sich näherte. Ursprünglich wurden Schienen der Stärke 45 Pfund/Yard (20,4 kg für per 91,4 cm) verwendet, die nach Anschaffung schwererer Lokomotiven durch Schienen der Stärke 60 Pfund/Yard ersetzt werden mussten.

## Fahrzeuge

### Lokomotiven
Insgesamt wurden für die Bahn im Laufe der Zeit zehn Lokomotiven beschafft. Sie stammten von den britischen Herstellern Manning Wardle & Co. Ltd., Leeds, Black, Hawthorne & Co. Ltd., Gateshead und Beyer, Peacock & Co. Ltd., Manchester. Es handelte sich mehrheitlich um Maschinen mit den Achsfolgen 1'C1' und 1'C2'. Sie waren olivgrün gestrichen, der Rahmen schwarz. Keine der Lokomotiven ist erhalten.

### Wagen
Die Wagen für die Personenbeförderung bestanden aus Holzaufbauten auf einem Metallrahmen. Die Sitzbänke waren an den Längsseiten der Wagen angeordnet. Die ursprüngliche Kerzenbeleuchtung wurde 1900 durch batteriegespeiste elektrische Beleuchtung abgelöst. Bei Betriebsaufgabe waren 34 Personenwagen vorhanden. Im Personenverkehr wurde die erste und dritte Klasse angeboten. Ein Wagen dritter Klasse ist erhalten, wurde restauriert und steht heute, nach Vandalismus allerdings noch 2013 in schwer beschädigtem Zustand, neben dem ehemaligen Empfangsgebäude des Bahnhofs Birkirkara.

## Betrieb
Ein Personenzug bestand anfangs in der Regel aus vier oder fünf Wagen, wobei Züge, die über die Maximalsteigung vor Notabile fuhren, nur vier Wagen hatten. Nachdem stärkere Lokomotiven in Dienst genommen worden waren, konnten Züge bis zu zwölf Wagen gefahren werden. Während des Ersten Weltkriegs wurden für den Truppentransport sogar noch längere Züge gebildet, die dann mit zwei Lokomotiven befördert wurden.
Die Fahrzeit für die Gesamtstrecke betrug bergauf, ins Landesinnere, 35 Minuten, in Richtung Valletta, also bergab, 30 Minuten. Schon bei Eröffnung bestand ein dichter Fahrplan, der werktäglich 13 Zugpaare über die Gesamtstrecke und zusätzlich je zwei oder drei Zugpaare zwischen Valletta und Attard, Valletta und Birkirkara und Valletta und Ħamrun vorsah. Später wurde die Zahl der Fahrten noch erhöht. 1929 verkehrten 24 Zugpaare werktags, feiertags sogar noch mehr. Der Fahrpreis betrug für die Gesamtstrecke 1907 3d in der ersten Klasse, 1½d in der dritten. 1929 betrugen die Preise 8d bzw. 4d.
Bahnbetriebswerk und Depot befanden sich in Ħamrun.

## Museum

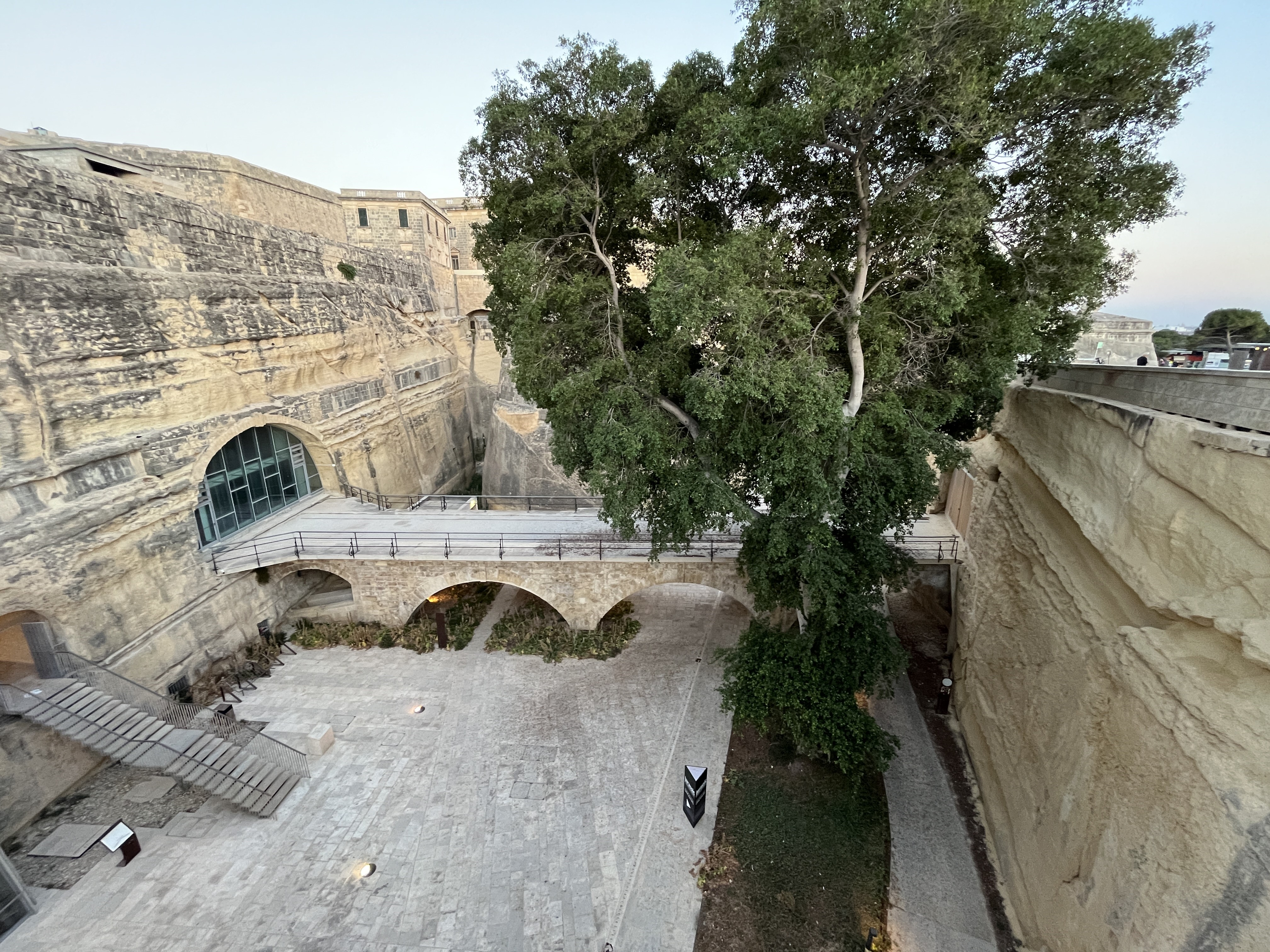
Ehemalige Bahnbrücke über den inneren Festungsgraben in Valletta, links die Einfahrt in den ehemaligen Bahnhof, rechts beginnt der Tunnel durch die Festungsanlagen Richtung Floriana (2024)

Zu der Eisenbahn besteht seit 1998 ein kleines, privates Museum in Attard. Neben Fotografien, Dokumenten und anderen Erinnerungsstücken an die Eisenbahn sind hier acht Streckenabschnitte der ehemaligen Bahn als Modelle im Maßstab 1:148 aufgebaut, die Nicholas Azzopardi in den Jahren 1981–1985 gebaut hat. Das Museum kann nur mit Voranmeldung besichtigt werden.

## Kuriositäten
Nach einem Bombenangriff der italienischen Luftwaffe auf Malta 1940 rühmte sich Mussolini, das maltesische Eisenbahnsystem zerstört zu haben – neun Jahre, nachdem dessen Betrieb eingestellt worden war.